# Marxog (sockenhuvudort i Kina, Tibet Autonomous Region, lat 30,99, long 94,66)
Marxog (kinesiska: Maxiu, 马秀, 马秀乡) är en sockenhuvudort i Kina. Den ligger i den autonoma regionen Tibet, i den sydvästra delen av landet, omkring 370 kilometer nordost om regionhuvudstaden Lhasa. Antalet invånare är 2 333. Befolkningen består av 1 156 kvinnor och 1 177 män. Barn under 15 år utgör 30 %, vuxna 15-64 år 64 %, och äldre över 65 år 5,0 %.
Runt Marxog är det mycket glesbefolkat, med 4 invånare per kvadratkilometer. Närmaste större samhälle är Domartang, 5,9 km sydost om Marxog. Trakten runt Marxog består i huvudsak av gräsmarker.
Genomsnittlig årsnederbörd är 1 029 millimeter. Den regnigaste månaden är juni, med i genomsnitt 232 mm nederbörd, och den torraste är december, med 4 mm nederbörd.